# Дзерлін
Дзерлін (пол. Dzierlin) — село в Польщі, у гміні Серадз Серадзького повіту Лодзинського воєводства.
Населення — 312 осіб (2011).
У 1975-1998 роках село належало до Серадзького воєводства.

## Демографія
Демографічна структура станом на 31 березня 2011 року:
|          | Загалом | Допрацездатний вік | Працездатний вік | Постпрацездатний вік |
| -------- | ------- | ------------------ | ---------------- | -------------------- |
| Чоловіки | 154     | 30                 | 109              | 15                   |
| Жінки    | 158     | 35                 | 91               | 32                   |
| Разом    | 312     | 65                 | 200              | 47                   |